# Wegenkaart

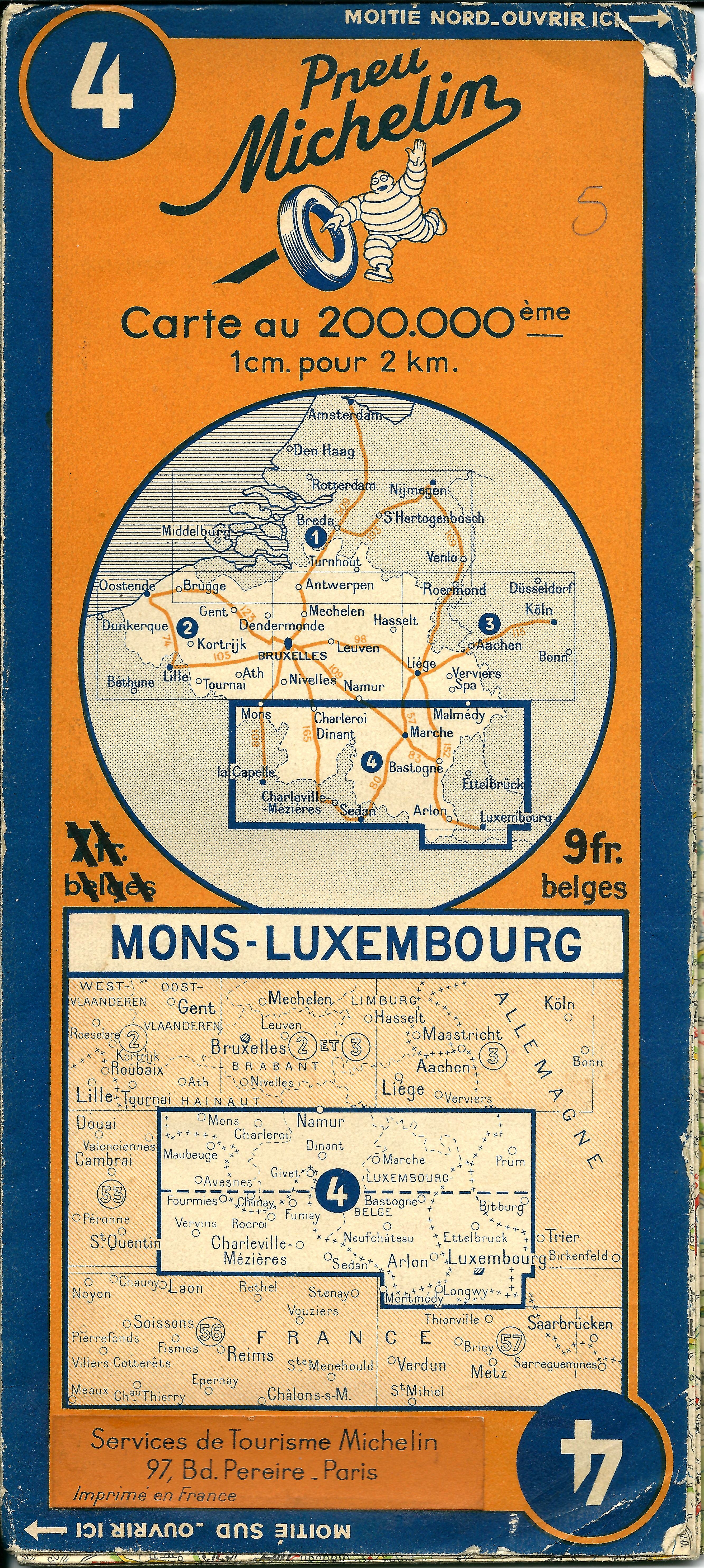
Oude Michelinkaart uit 1940 die je op twee manieren kon openvouwen, afhankelijk of men het noordelijke of zuidelijke deel van de kaart wil bekijken.

Een wegenkaart is een landkaart waarop wegen nadrukkelijk staan aangegeven. Wegenkaarten bestaan voor verschillende schaalniveaus. Een wegenkaart voor Europa toont alleen de hoofdwegen en grote steden. Elektronische versies van een wegenkaart zijn vaak gekoppeld aan navigatiesystemen en routeplanners.

## Geschiedenis
Al in de Romeinse tijd waren er kaarten waarop wegen stonden aangegeven. Deze Romeinse wegen stonden zeer schematisch aangeduid op de kaarten zoals op de Peutingerkaart en de Itinerarium Antonini. De Romeinse wegen waren gemarkeerd door mijlpalen. De eerste moderne wegenkaarten werden gemaakt rond de overgang van de 19e naar de 20e eeuw. Met de opkomst van de moderne fiets (omstreeks 1890) en later de auto waren er veel reizigers die niet meer afhankelijk wilden zijn van lokale gidsen en zelf hun eigen route en eigen plan wilden trekken. Belangrijke informatie om op de kaarten aan te geven achtte men de kwaliteit van de wegen, de afstanden en de hellingen. Bovendien streefde men naar landsdekkende kaarten. Hierin hebben de Michelinkaarten (begin 1910) een voortrekkersrol gespeeld. De Michelinkaarten hebben een simpel vouwsysteem zodat de kaarten al rijdend geraadpleegd konden worden. Ook werden de nummeringen van de wegen en bewegwijzering op de kaarten aangegeven. Daarmee waren deze wegenkaarten veel nauwkeuriger dan de oudere schematische kaarten. Belangrijke organisaties die wegenkaarten uitbrachten waren de Nederlandse mobiliteit- en toeristenorganisatie ANWB, die tevens met bewegwijzering in Nederland was belast, en de Franse bandenfabrikant Michelin.
Op de kaarten zijn vaak de kilometerafstanden vermeld tussen de grote steden en soms ook tussen kleine steden, dorpen of andere belangrijke punten. Door de relevante afstanden bij elkaar op te tellen kan men de totale afstand van de eigen route uitrekenen. Er zijn hulpmiddelen in de handel voorzien van een wieltje, zogenaamde curvimeters waarmee de lengte van een wegroute op de kaart kan worden bepaald.